# Andriivka, Novomîrhorod
Andriivka (în ucraineană Андріївка) este un sat în comuna Lîstopadove din raionul Novomîrhorod, regiunea Kirovohrad, Ucraina.

## Demografie
Componența lingvistică a localității Andriivka
     Ucraineană (94,52%)
     Rusă (5,16%)
     Alte limbi (0,32%)
Conform recensământului din 2001, majoritatea populației localității Andriivka era vorbitoare de ucraineană (94,52%), existând în minoritate și vorbitori de rusă (5,16%).